# سیارک ۱۰۵۹
سیارک ۱۰۵۹ (به انگلیسی: 1059 Mussorgskia، نامگذاری:1925OA) هزار و پنجاه و نهمین سیارک کشف شده‌است که در ۱۹ ژوئیه ۱۹۲۵ و در رصدخانه سایمیز کشف شد.
قدر مطلق سیارک برابر ۱۰٫۷۰ است.